# Tour de France 2020/8. Etappe
Die 8. Etappe der Tour de France 2020 fand am 5. September 2020 statt. Die 141 Kilometer lange Bergetappe startete in Cazères-sur-Garonne und endete in Loudenvielle. Die Fahrer absolvierten 3821 Höhenmeter.
Etappensieger wurde Nans Peters (Ag2r La Mondiale) mit 47 Sekunden Vorsprung auf Toms Skujiņš (Trek-Segafredo) und Carlos Verona (Movistar). Die drei Erstplatzierten waren Teil einer 13-köpfigen Spitzengruppe, die sich kurz nach dem Start absetzte und zeitweilig ca. 14 Minuten Vorsprung auf das Feld hatte. Nachdem der Führende in der Bergwertung, Peters Teamkollege Benoît Cosnefroy den Col de Menté, ein Anstieg der 1. Kategorie, als Erster passierter, setzte sich am Port de Balès (hors categorie) Ilnur Zakarin (CCC) mit dem späteren Etappensieger ab, konnte diesem auf der Abfahrt aber nicht mehr folgen. Im Feld der Favoriten griff Tadej Pogačar (UAE Team Emirates) am letzten Berg Col de Peyresourde (1. Kategorie) an und erreichte das Ziel mit 6:00 Minuten Rückstand auf Peters und 38 Sekunden Vorsprung auf die Gruppe um den Träger des Gelben Trikots Adam Yates (Mitchelton-Scott).

## Zeitbonifikationen
| Zeitbonus am Col de Peyresourde nach 129,5 km auf 1569 m Höhe | Zeitbonus am Col de Peyresourde nach 129,5 km auf 1569 m Höhe |
| Fahrer                                                        | Zeitbonus                                                     |
| ------------------------------------------------------------- | ------------------------------------------------------------- |
| 1. Nans Peters (ALM)                                          | 8 Sekunden                                                    |
| 2. Ilnur Zakarin (CCC)                                        | 5 Sekunden                                                    |
| 3. Toms Skujiņš (TFS)                                         | 2 Sekunden                                                    |

| Zeitbonus am Etappenziel in Loudenvielle nach 141 km auf 941 m | Zeitbonus am Etappenziel in Loudenvielle nach 141 km auf 941 m |
| Fahrer                                                         | Zeitbonus                                                      |
| -------------------------------------------------------------- | -------------------------------------------------------------- |
| 1. Nans Peters (ALM)                                           | 10 Sekunden                                                    |
| 2. Toms Skujiņš (TFS)                                          | 06 Sekunden                                                    |
| 3. Carlos Verona (MOV)                                         | 04 Sekunden                                                    |

## Punktewertung
| Zwischensprint in Sengouagnet nach 43,5 km auf 516 m |                    |                            |         |
| 1.                                                   | Frankreich         | Jérôme Cousin (TDE)        | 20 Pkt. |
| 2.                                                   | Danemark           | Michael Mørkøv (DQT)       | 17 Pkt. |
| 3.                                                   | Lettland           | Toms Skujiņš (TFS)         | 15 Pkt. |
| 4.                                                   | Frankreich         | Kévin Réza (BVC)           | 13 Pkt. |
| 5.                                                   | Frankreich         | Benoît Cosnefroy (ALM)     | 11 Pkt. |
| 6.                                                   | Vereinigte Staaten | Neilson Powless (EF1)      | 10 Pkt. |
| 7.                                                   | Frankreich         | Nans Peters (ALM)          | 9 Pkt.  |
| 8.                                                   | Danemark           | Søren Kragh Andersen (SUN) | 8 Pkt.  |
| 9.                                                   | Belgien            | Ben Hermans (ISN)          | 7 Pkt.  |
| 10.                                                  | Frankreich         | Fabien Grellier (TDE)      | 6 Pkt.  |
| 11.                                                  | Frankreich         | Quentin Pacher (BVC)       | 5 Pkt.  |
| 12.                                                  | Russland           | Ilnur Zakarin (CCC)        | 4 Pkt.  |
| 13.                                                  | Spanien            | Carlos Verona (MOV)        | 3 Pkt.  |
| 14.                                                  | Irland             | Sam Bennett (DQT)          | 2 Pkt.  |
| 15.                                                  | Frankreich         | Bryan Coquard (BVC)        | 1 Pkt.  |

| Etappenziel in Loudenvielle nach 141 km auf 945 m |                        |                            |         |
| 1.                                                | Frankreich             | Nans Peters (ALM)          | 45 Pkt. |
| 2.                                                | Lettland               | Toms Skujiņš (TFS)         | 35 Pkt. |
| 3.                                                | Spanien                | Carlos Verona (MOV)        | 30 Pkt. |
| 4.                                                | Russland               | Ilnur Zakarin (CCC)        | 26 Pkt. |
| 5.                                                | Vereinigte Staaten     | Neilson Powless (EF1)      | 22 Pkt. |
| 6.                                                | Belgien                | Ben Hermans (ISN)          | 20 Pkt. |
| 7.                                                | Frankreich             | Quentin Pacher (BVC)       | 18 Pkt. |
| 8.                                                | Danemark               | Søren Kragh Andersen (SUN) | 16 Pkt. |
| 9.                                                | Slowenien              | Tadej Pogačar (UAD)        | 14 Pkt. |
| 10.                                               | Frankreich             | Romain Bardet (ALM)        | 12 Pkt. |
| 11.                                               | Kolumbien              | Miguel Ángel López (AST)   | 10 Pkt. |
| 12.                                               | Vereinigtes Konigreich | Adam Yates (MTS)           | 8 Pkt.  |
| 13.                                               | Kolumbien              | Egan Bernal (INS)          | 6 Pkt.  |
| 14.                                               | Spanien                | Mikel Landa (TBM)          | 4 Pkt.  |
| 15.                                               | Frankreich             | Guillaume Martin (COD)     | 2 Pkt.  |

## Bergwertungen
| Col de Menté Kategorie 1 nach 59,5 km auf 1349 m 6,9 km bei 8,1 % |            |                        |         |
| 1.                                                                | Frankreich | Benoît Cosnefroy (ALM) | 10 Pkt. |
| 2.                                                                | Frankreich | Quentin Pacher (BVC)   | 8 Pkt.  |
| 3.                                                                | Frankreich | Jérôme Cousin (TDN)    | 6 Pkt.  |
| 4.                                                                | Frankreich | Fabien Grellier (TDN)  | 4 Pkt.  |
| 5.                                                                | Russland   | Ilnur Zakarin (CCC)    | 2 Pkt.  |
| 6.                                                                | Frankreich | Nans Peters (ALM)      | 1 Pkt.  |

| Port de Balès Kategorie HC nach 104,5 km auf 1755 m 11,7 km bei 7,7 % |                    |                            |         |
| 1.                                                                    | Frankreich         | Nans Peters (ALM)          | 20 Pkt. |
| 2.                                                                    | Russland           | Ilnur Zakarin (CCC)        | 15 Pkt. |
| 3.                                                                    | Lettland           | Toms Skujiņš (TFS)         | 12 Pkt. |
| 4.                                                                    | Spanien            | Carlos Verona (MOV)        | 10 Pkt. |
| 5.                                                                    | Vereinigte Staaten | Neilson Powless (EF1)      | 8 Pkt.  |
| 6.                                                                    | Danemark           | Søren Kragh Andersen (SUN) | 6 Pkt.  |
| 7.                                                                    | Frankreich         | Quentin Pacher (BVC)       | 4 Pkt.  |
| 8.                                                                    | Belgien            | Ben Hermans (ISN)          | 2 Pkt.  |

| Col de Peyresourde Kategorie 1 nach 129,5 km auf 1569 m 9,7 km bei 7,8 % |                    |                       |         |
| 1.                                                                       | Frankreich         | Nans Peters (ALM)     | 10 Pkt. |
| 2.                                                                       | Russland           | Ilnur Zakarin (CCC)   | 8 Pkt.  |
| 3.                                                                       | Lettland           | Toms Skujiņš (TFS)    | 6 Pkt.  |
| 4.                                                                       | Spanien            | Carlos Verona (MOV)   | 4 Pkt.  |
| 5.                                                                       | Vereinigte Staaten | Neilson Powless (EF1) | 2 Pkt.  |
| 6.                                                                       | Frankreich         | Quentin Pacher (BVC)  | 1 Pkt.  |

## Ausgeschiedene Fahrer
- Giacomo Nizzolo (NTT): DNF
- William Bonnet (GFC): DNF
- Diego Rosa (ARK): DNF
- Lilian Calmejane (TDE): DNF